# NGC 6322
NGC 6322 في الفهرس العام الجديد، هي مجرة، تقع في كوكبة العقرب. اكتشفت في 1 يونيو 1834 بواسطة جون هيرشل.

## روابط خارجية
- NGC 6322 على موقع ويكي سكاي: DSS2, SDSS, GALEX, IRAS, Hydrogen α, X-Ray, Astrophoto, Sky Map, Articles and images